# كمال إستينو
كمال رمزي إستينو (10 يوليو 1910-) هو مهندس ومبتكر زراعي وسياسي مصري قبطي. قدم العديد من الأبتكارات الزراعية وتخرج العديد من المهندسين الزراعيين المصريين من معاهده الزراعية. عينه جمال عبد الناصر وزير التموين والتجارة عام 1956 وكان المسيحي الوحيد في مجلس الوزراء. عضوا رئيسيا فاعلا مشاركا في كل القرارات، سواء بشغله المنصب الوزاري أو باعتباره عضوا منتخبا من القاعدة الشعبية، في اللجنة التنفيذية العليا للاتحاد الاشتراكي العربي، أعلى سلطة في البلاد وهو أول رئيس لمركز البحوث الزراعية من 22/11/1971 - 1/12/1972.